# Fosse Dionne

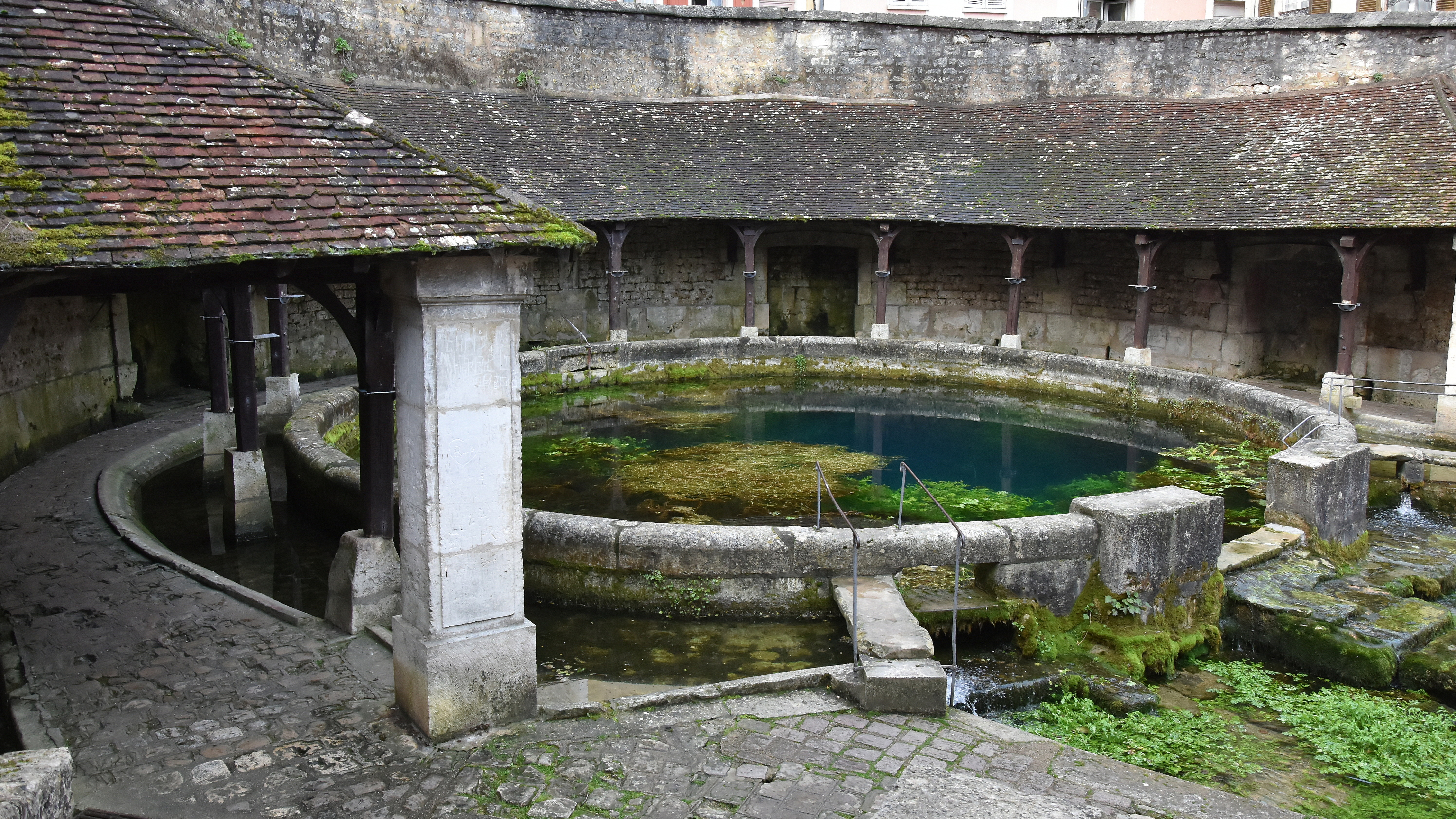
De Fosse Dionne

De Fosse Dionne is een karstbron in de Franse gemeente Tonnerre in het departement Yonne van de regio Bourgogne-Franche-Comté. Deze bron ligt aan de oorsprong van het ontstaan van deze plaats en is de plek waar stromend water weer aan de oppervlakte komt.
Deze karstbron wordt gevoed door neerslag die in de omliggende kalkbodem uit de Jura dringt en door het water van een rivier (de Laigne). Het debiet is opvallend hoog: 300 l per seconde, variërend tussen 619 en 87 l/sec. Het hydrologisch gebied van deze bron strekt zich uit tot 40 km in de omgeving. Tijdens de Gallo-Romeinse tijd leverde de bron water voor het oppidum van Tonnerre. 

## Van bron tot wasplaats
In 1758 bouwde Louis d'Éon, vader van chevalier d'Éon hier een wasplaats, zoals die in vele andere plaatsen in Bourgondië bestaan. Het werd een bassin met een diameter van 14 m, later afgedekt met een dak in de vorm van een halve rotonde om de wasvrouwen tegen de weersomstandigheden te beschermen. Om watervervuiling te vermijden zijn de wasbakken door een muurtje gescheiden van de bron. Aan de binnenzijde van de buitenmuur installeerde men kachels voor de aanmaak van as die men als wasmiddel gebruikte. De wasplaats bleef in gebruik tot in de jaren 60 van de 20e eeuw.

## Onderzoek van het hydrologisch systeem
Het waterbekken is een complex systeem dat maar tot op 70 m diepte en tot op 370 m van de bron is onderzocht. De bron wordt gevoed via een galerij die vanaf de bovengrond zichtbaar is. Ze is 2,5 hoog en via deze opening werd het systeem sedert 1955 verkend door duikers. Zij stootten hierbij op een aantal hindernissen, sifons en smalle doorgangen die aan enkelen van hen het leven hebben gekost. Anno 2016 is duiken in Fosse Dionne verboden.

## Toponymie
Het toponiem Dionne zou afgeleid zijn van de naam van de Keltische godin Divona. Minder waarschijnlijk is dat Dionne verwijst naar de nimf Dione, een oceanide uit de Griekse mythologie.

## Galerij

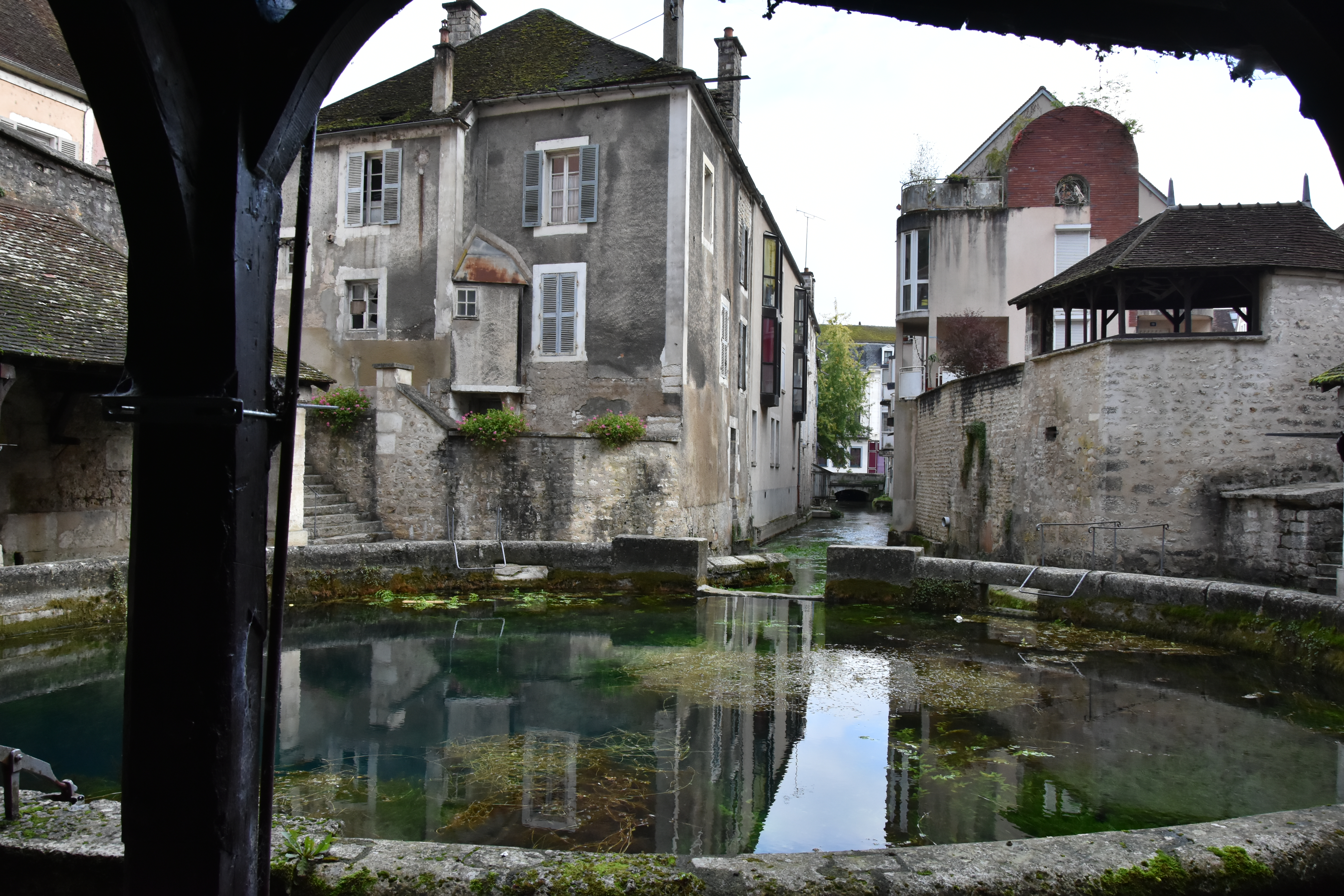
Fosse Dionne met het afvoerkanaaltje naar de rivier de Armançon
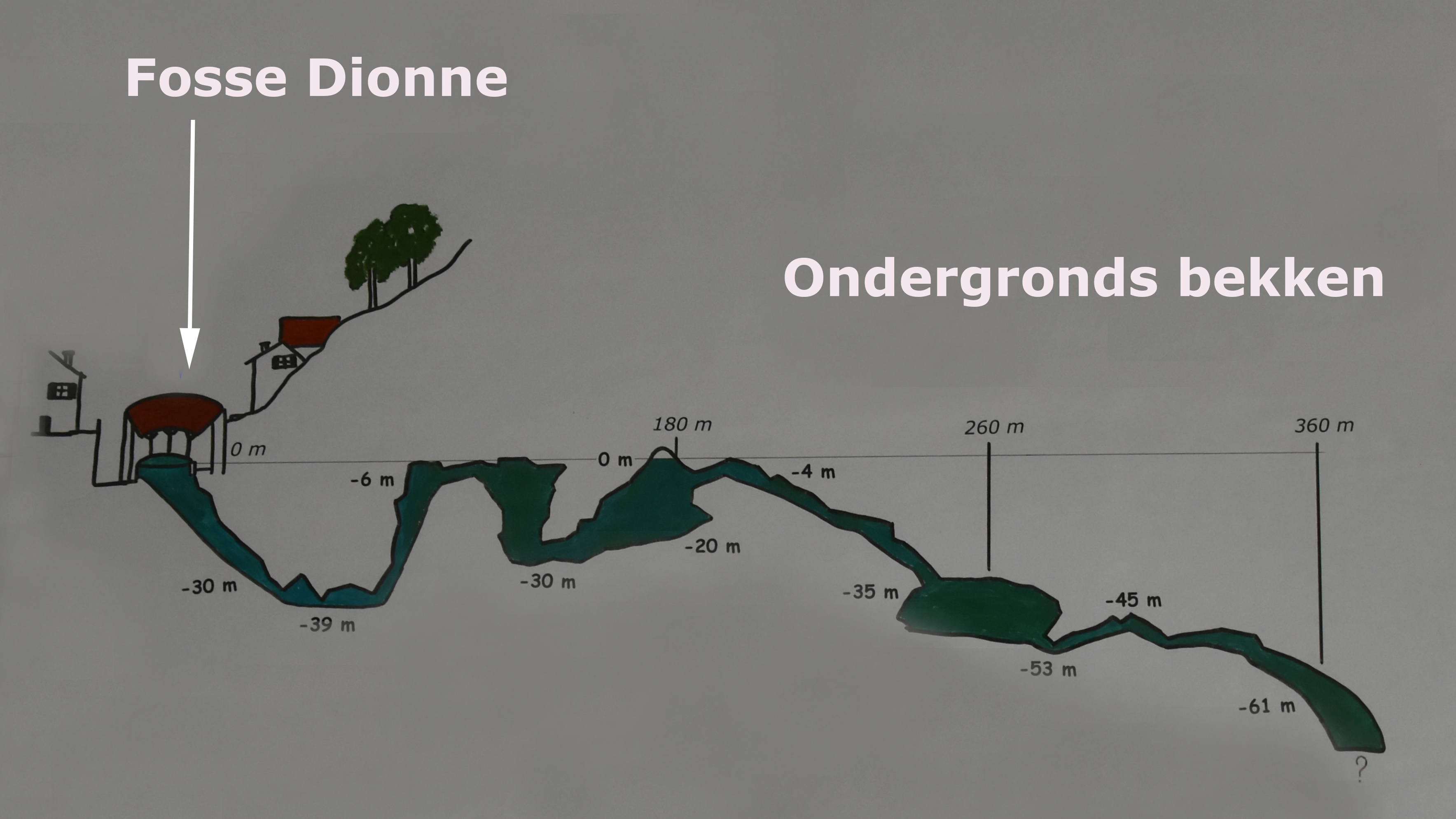
Het ondergronds bekken